# Folmer Wisti
Folmer Wisti f. Visti Folmer Jensen (født 8. maj 1908 i Vroue, død 16. oktober 2000) var en dansk direktør, lektor og filolog.
Han var den første slaviske filolog fra Aarhus Universitet. Han var initiativtager til og leder af Det Danske Kulturinstitut (oprindeligt Det Danske Selskab) fra 1940-1983. I 1974 stiftede han Fonden for International Forståelse, i dag Folmer Wisti Fonden for International Forståelse. Fra 1976 var han tillige organisator af konferencerne Regionernes Europa samt informationsbladet Regional Contact.